# Géographie du Monténégro
Le Monténégro est un pays montagneux des Balkans dont la majeure partie du territoire est occupée par les Alpes dinariques. Le sud du pays possède un accès à la mer Adriatique et la côte forme au niveau de Kotor ce que l'on qualifie à tort de fjord le plus austral d'Europe, les bouches de Kotor.
Podgorica (anciennement Titograd), la capitale, est située dans le sud-est du pays, à proximité de la frontière avec l'Albanie et du lac de Skadar, le plus grand lac du pays traversé par la frontière.

## Géographie physique

### Relief et géologie

Carte topographique du Monténégro.

Le pays peut être divisé en quatre sous-ensembles géographiques aux contrastes bien marqués, au nord les hautes montagnes s'étendant aux frontières de La Serbie, puis la zone karstique aux abords de la Bosnie-Herzégovine, la dépression du lac Skadar où coule la rivière Zeta et la chaîne côtière qui forme un glacis difficilement franchissable entre la côte et le reste du pays.

### Climat
La façade maritime, protégée par les barrières montagneuses, bénéficie d'un climat méditerranéen doux en hiver, chaud et sec en été. Le reste du territoire connait un climat continental marqué par un important contraste entre l'été et l'hiver, ce dernier pouvant être très rigoureux.